# Comando Ibarla
El 'comando Ibarla' fue un grupo de la banda terrorista ETA que estuvo operativo entre septiembre de 1994 y 1997, cometiendo más de una veintena de atentados, que dejaron un saldo de tres muertos.

## Componentes
- Ignacio Telletxea Goñi
- Francisco Javier Irastorza Dorronsoro
- Marcos Sagarzazu Oyarzábal
- Iratxe Sorzábal Díaz

## Atentados
- 19/04/1995: asesinato del policía nacional Eduardo López Moreno, cuando se encontraba manipulando un artefacto explosivo en el interior de la abandonada casa cuartel de la Guardia Civil de Endarlaza (Navarra).[1]

- 16/11/1995: colocación de varias bombas en el centro comercial El Corte Inglés de la calle Pintor Sorolla de Valencia que causó la muerte de Josefina Corresa Huerta y heridas muy graves a su hija, además de a otras ocho personas.[2]

- 04/03/1996: asesinato, con una bomba adosada a los bajos de un vehículo camuflado, en Irún (Guipúzcoa), del agente Ramón Doral Trabadelo, uno de los responsables del servicio de Información de la Ertzaintza en dicha provincia.[3]